# 腺毛繁缕
腺毛繁缕（学名：Stellaria nemorum）为石竹科繁缕属的植物。分布在蒙古、俄罗斯、日本以及中国大陆的陕西、甘肃等地，生长于海拔2,100米至2,700米的地区，多生在山坡草地，目前尚未由人工引种栽培。

## 别名
森林繁缕（秦岭植物志）